# 畑野村
畑野村（はたのむら）は、かつて京都府南桑田郡にあった村。現在の亀岡市畑野町各町にあたる。

## 歴史
- 1889年（明治22年）4月1日 - 町村制の施行により、土ヶ畑村・千ヶ畑村・広野村の区域をもって発足。
- 1955年（昭和30年）1月1日 - 亀岡町・東別院村・西別院村・曽我部村・吉川村・薭田野村・本梅村・宮前村・大井村・千代川村・馬路村・旭村・千歳村・河原林村・保津村と合併して亀岡市が発足。同日畑野村廃止。